# Óscar Quezada Macchiavello
Óscar Alfredo Quezada Macchiavello (* 7. Februar 1954 in Lima) ist ein peruanischer Semiologe und Philosoph sowie seit 2014 Rektor der Universität Lima. Er ist außerdem Präsident der Peruanischen Vereinigung für Semiotik.

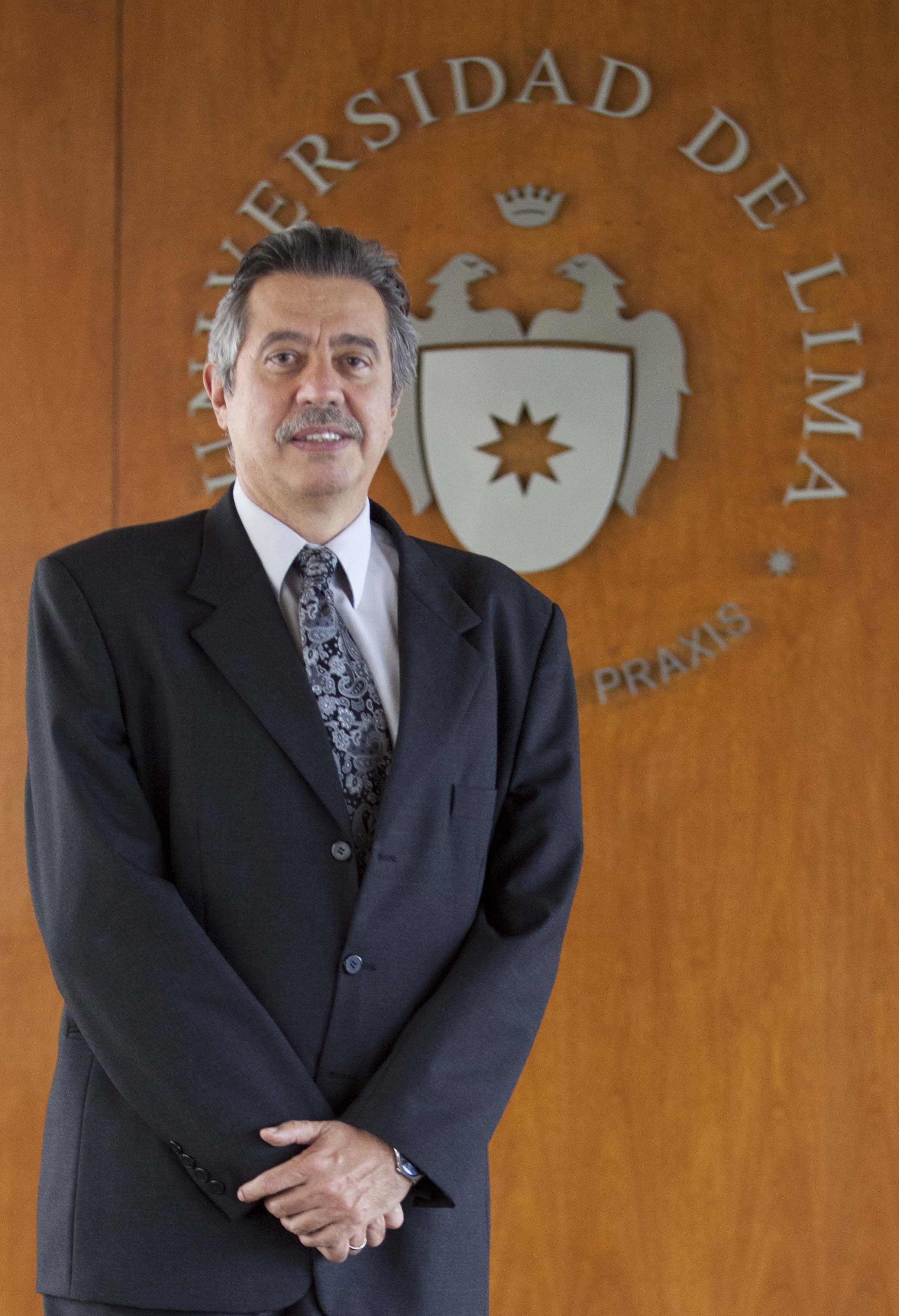
Óscar Quezada Macchiavello (2014)

## Leben
Er wurde 1954 in Lima geboren und absolvierte die San Agustín School in Lima.
An der Universität von Lima studierte er Kommunikationswissenschaften. Er erwarb einen Master-Abschluss (1997) und einen Doktortitel (2004) in Philosophie an der Universidad Nacional Mayor de San Marcos.
An der Universität Lima amtierte er als Dekan der Fakultät für Kommunikation (2002–2014) und als akademischer Direktor derselben Fakultät (1996–2002).
Er ist Mitglied des Redaktionsausschusses der Zeitschriften „Contratexto“, „Lienzo“ und „Nexos“ der Universität Lima. Dort veröffentlichte er verschiedene Artikel.